# Virginia Giuffre
Virginia Louise Giuffre (cognom de naixement, Roberts; 9 d'agost de 1983 – 25 d'abril de 2025) va ser una activista estatunidenco-australiana que va acusar l'agressor sexual Jeffrey Epstein i que va oferir suport a les supervivents de tràfic sexual. El 2015 Giuffre va crear als Estats Units l'entitat Victims Refuse Silence, que es va rellançar amb el nom d'Speak Out, Act, Reclaim el novembre de 2021. Va donar un relat detallat a molts periodistes estatunidencs i britànics sobre les seves experiències de ser tractada per Epstein i Ghislaine Maxwell.
Giuffre va iniciar accions penals i civils contra Epstein i Maxwell, i va apel·lar directament a la justícia i la conscienciació. Va demandar Maxwell per difamació el 2015, i el cas es va resoldre a favor de Giuffre per una suma no revelada el 2017. El 2 de juliol de 2019, la Tribunal d'Apel·lació dels Estats Units de segon circuit va ordenar el segellat dels documents de la demanda civil anterior de Giuffre contra Maxwell. El primer lot de documents de la demanda de Giuffre es va donar a conèixer al públic el 9 d'agost de 2019, i implicava encara més Epstein, Maxwell i alguns dels seus socis. L'endemà, Epstein va aparèixer mort a la cel·la de la presó de Manhattan.
En una entrevista l'octubre de 2019 per al programa de la BBC Panorama, emesa el 2 de desembre, Giuffre va descriure les experiències com a víctima tràfic sexual per Epstein al príncep Andreu, cosa que va ajudar a canviar l'opinió pública contra el príncep. Posteriorment, va demandar el príncep en un tribunal civil de Nova York. La demanda es va resoldre el febrer de 2022; el príncep va pagar una quantitat no revelada a Giuffre i va fer una donació substancial a la seva ONG.